# Atwood (Kansas)
Atwood – miasto w Stanach Zjednoczonych, w stanie Kansas, siedziba administracyjna hrabstwa Rawlins.